# Kremlin Cup 1994
La Kremlin Cup 1994 è stato un torneo di tennis giocato sul cemento indoor.
È stata la 5ª edizione della Kremlin Cup, che fa parte della categoria World Series nell'ambito dell'ATP Tour 1994. Il torneo si è giocato allo Stadio Olimpico di Mosca, 
in Russia, dal 7 al 14 novembre 1994.

## Campioni

### Singolare maschile
Aleksandr Volkov ha battuto in finale  Chuck Adams con il punteggio di 6–2, 6–4

### Doppio maschile
Jacco Eltingh /  Paul Haarhuis hanno battuto in finale  David Adams /  Andrej Ol'chovskij per walkover